# Józef Szamborski
Józef Jan Szamborski pseud. Medyk (ur. 24 czerwca 1921, zm. 15 lutego 2008) – polski patomorfolog i anatomopatolog, profesor doktor habilitowany nauk medycznych, major WP w stanie spoczynku, wykładowca akademicki, prodziekan I Wydziału Lekarskiego AM w Warszawie, organizator i wieloletni kierownik Zakładu Patomorfologii Rozrodu Instytutu Położnictwa i Ginekologii AM w Szpitalu Klinicznym im. ks. Anny Mazowieckiej w Warszawie.

## Okres przedwojenny
Absolwent III Gimnazjum Miejskiego w Warszawie. W maju 1939 roku uzyskał świadectwo dojrzałości. Studia medyczne rozpoczął w 1941 r. ma Tajnym Uniwersytecie Warszawskim.
Od 1934 r., członek Szczepu 80. Warszawskich Drużyn Harcerskich im. Bolesława Chrobrego, od 1937 r., zastępowy drużyny „Panter”. W 1938 r., został przybocznym 80 WDH.

## II wojna światowa
Podczas polskiej wojny obronnej września 1939 r., uczestniczył w harcerskiej pomocy w punktach sanitarnych w Równem na dzisiejszej Ukrainie. Był członkiem Szarych Szeregów, żołnierzem AK w plutonie „Felek” kompanii „Rudy” batalionu „Zośka”. Uczestniczył w powstaniu warszawskim podczas walk na Wolskiej, Gęsiówce, Starym Mieście i Czerniakowie.

## Okres powojenny
Aktywnie uczestniczył w programach rządowych zwalczania chorób nowotworowych macicy i jajników, zainicjował powstanie i nadzorował Centralny Rejestr Nowotworów Jajnika. Doprowadził do wprowadzenia onkologii klinicznej jako przedmiotu w programie nauczania AM w Warszawie (został za to odznaczony Medalem za Zasługi dla AM). Dwukrotnie za swoje zasługi w rozwoju patomorfologii został wyróżniony nagrodą Ministra Zdrowia. Był członkiem Polskiego Towarzystwa Lekarskiego i Polskiego Towarzystwa Patologów.

## Odznaczenia
- Krzyż Kawalerski Orderu Odrodzenia Polski (1981 r.)
- Krzyż Oficerski Orderu Odrodzenia Polski (2003 r.)
- Złoty Krzyż Zasługi
- Krzyż Armii Krajowej
- Medal 10-lecia Polski Ludowej
- Srebrny Medal "Za Zasługi dla Obronności Kraju"
- Brązowy Medal "Siły Zbrojne w Służbie Ojczyzny"
- Medal Wojska Polskiego
- Odznaka Baonu „Zośka”
- Odznaka Zgrupowania „Radosław”

## Wybrana bibliografia
- „Diagnostyka szyjki macicy. Histopatologia, cytologia, kolposkopia” (Wyd. PZWL, 2001 r., ISBN 83-200-2505-2)
- „Słownik terminologiczny nowotworów i zmian nowotworopodobnych jajnika” (Państ. Zakład Wydawnictw Lekarskich, Warszawa, 1980 r., ISBN 83-200-0140-4, wyd. 2)